# Timonius longifolius
Timonius longifolius är en måreväxtart som beskrevs av Theodoric Valeton. Timonius longifolius ingår i släktet Timonius och familjen måreväxter. Inga underarter finns listade i Catalogue of Life.